# سفارة تونس لدى السنغال
سفارة تونس لدى السنغال هي البعثة الدبلوماسية لجمهورية تونس لدى جمهورية السنغال، وتقع بالعاصمة داكار.